# Adolfo Rodríguez Saá
Adolfo Rodriguez Saa (ur. 25 lipca 1947) – argentyński polityk i adwokat, gubernator prowincji San Luis w latach 1983–1999, działacz Partii Justycjalistycznej, prezydent Argentyny od 23 do 31 grudnia 2001, zrezygnował po siedmiu dniach sprawowania urzędu, nie potrafiąc zapobiec kryzysowi gospodarczemu i społecznemu.